# Песьянка (Алтайский край)
Песьянка — село в Троицком районе Алтайского края. Входит в состав Петровского сельсовета.

## География
Расположено на правом берегу реки Песьянки. Абсолютная высота — 230 метров над уровнем моря.
Климат
Климат характеризуется как континентальный, с продолжительной холодной зимой и коротким тёплым летом. Средняя температура самого тёплого месяца (июля) составляет 19 °С. Средняя температура самого холодного месяца (января) — −18 °С (абсолютный минимум — −50 °С). Годовое количество осадков — 300—350 мм. Продолжительность периода с устойчивым снежным покровом составляет 160 −170 дней.

## История
Основано в 1867 году. В 1926 году в деревне Песьянка (Шелаболиха) имелось 200 хозяйств и проживало 1039 человек (496 мужчин и 543 женщины). В национальном составе населения того периода преобладали русские. Действовала школа I ступени. В административном отношении являлось центром Песьянского сельсовета Больше-Реченского района Бийского округа Сибирского края.

## Население
| 1926 | 1997 | 1998 | 1999 | 2000 | 2001 |
| ---- | ---- | ---- | ---- | ---- | ---- |
| 1039 | ↘212 | ↗217 | ↘212 | ↗219 | ↘217 |
| 2002 | 2003 | 2004 | 2005 | 2006 | 2007 |
| ↘215 | →215 | ↘207 | ↘183 | ↗189 | ↗190 |
| 2008 | 2009 | 2010 | 2011 | 2012 | 2013 |
| ↘187 | ↗206 | ↘160 | ↘159 | ↘147 | ↘145 |

Национальный состав
Согласно результатам переписи 2002 года, в национальной структуре населения русские составляли 98 %.